# Ajijulu
Ajijulu is een bestuurslaag in het regentschap Karo van de provincie Noord-Sumatra, Indonesië. Ajijulu telt 1337 inwoners (volkstelling 2010).